# Digenethle ramulosipennis
Digenethle ramulosipennis är en skalbaggsart som beskrevs av Thomson 1877. Digenethle ramulosipennis ingår i släktet Digenethle och familjen Cetoniidae. Inga underarter finns listade i Catalogue of Life.